# Okręglica (województwo łódzkie)
Okręglica – wieś w Polsce, położona w województwie łódzkim, w powiecie sieradzkim, w gminie Sieradz.
W roku 2011 Okręglicę zamieszkiwało 128 osób. 
| SIMC    | Nazwa             | Rodzaj    |
| ------- | ----------------- | --------- |
| 0713881 | Jeziorko          | część wsi |
| 0713898 | Jędrzejsko        | część wsi |
| 0713906 | Kliny             | część wsi |
| 1037577 | Kolonia Okręglica | część wsi |

W latach 1975–1998 miejscowość położona była w województwie sieradzkim.